# 岩本煌史
岩本 煌史（いわもと こうじ、1990年3月20日 - ）は、日本の男性プロレスラー。三重県桑名市出身。血液型B型。

## 経歴

### スポルティーバエンターテイメント
三重県立四日市中央工業高等学校、愛知大学卒業。学生時代に柔道を経験し、2012年、スポルティーバエンターテイメントに入門。11月4日、スポルティーバZepp Nagoya大会「愛プロレス博2012〜その向こうへ〜」の対石田慎也戦でデビュー。
2016年より全日本プロレスにレギュラー参戦。同年のJr. TAG BATTLE OF GLORYには、後輩の阿部史典と組み出場するも最下位に終わる。

### 全日本プロレス
2017年1月1日付けで全日本プロレスに移籍。同年のJr. BATTLE OF GLORYではさっそく優勝を飾る。
2018年6月5日、ジェイク・リー、崔領二、ディラン・ジェイムス、佐藤恵一らと新ユニット「Sweeper」を結成。同年、Jr. TAG BATTLE OF GLORYにTAJIRIとのコンビ「ひと夏のかげろう」で出場し優勝。翌8月26日には青木篤志を降して、4度目の挑戦にして世界ジュニアヘビー級王座を初戴冠。近藤修司との初防衛戦に敗れタイトルを手放すものの、同年のうちに近藤から取り返した。
2019年、Jr. BATTLE OF GLORYで2年ぶりの優勝。3月21日、ジェイクとのタッグでアジアタッグ王座を獲得するなど好調であったが、5月5日にアジアタッグ初防衛戦で敗北、さらに5月20日に青木に敗れ世界ジュニア王座から陥落。アジアタッグは6月18日にジェイクとのタッグで奪還したが、Jr. TAG BATTLE OF GLORYは佐藤とのSweeperタッグで参加したものの、敗退。また世界最強タッグ決定リーグ戦にはジェイクとのアジアタッグ王者としてエントリーされず、Sweeperの存在意義に疑問を呈し、結局タッグリーグ中にSweeperは解散。その後12月21日に、ジェイク・野村直矢・岩本によるユニット「陣 JIN」を結成した。
2020年、前年より行われてきた世界ジュニアヘビー級王座決定トーナメントにおいて、準決勝敗退。3月23日にはアジアタッグも手放し、無冠となる。6月30日、児玉裕輔との世界ジュニアヘビー級王座次期挑戦者決定戦に勝利し、7月25日に王者・横須賀ススムに挑戦。熱戦を制し、1年2ヵ月振りに世界ジュニア王者に返り咲いた。同年末にワンデートーナメント形式で開催されたJr. TAG BATTLE OF GLORYには、阿部史典とのコンビで参加したが、準決勝で青柳亮生&ライジングHAYATO組と時間切れ引き分け、大会ルールでコンビの合計体重が多かったために準決勝敗退となった。
2021年2月20日、CIMAに敗れ世界ジュニアを失冠。3日後の23日には、ジェイクの裏切りにより陣が解散、岩本は諏訪魔や芦野祥太郎らと行動を共にする。タイトル奪還に背水の陣を敷くべく、同年のJr. BATTLE OF GLORYを辞退し、6月9日にCIMAとのリターンマッチに挑み勝利。自身4回目の戴冠となった。しかし6月26日大田区総合体育館大会、Jr. BATTLE OF GLORY優勝者のフランシスコ・アキラを迎え撃った初防衛戦で敗れ、王座を明け渡した。
失冠後は「無差別級」を宣言し、対ヘビー級の戦いに身を投じる。また本田竜輝が岩本のパートナーを志願し、コンビで世界最強タッグにも出場を果たす。一方で9月6日には新型コロナウイルス感染症に罹患し、一時的に欠場を余儀なくされた。

### フリー
12月6日、同月31日付で全日本プロレス退団を発表。理由として、プロレスラーとなる際に30歳までに達成したい目標を設定したが到達できず、コロナ禍もあり1年延長したがやはり至らなかったことを挙げ、その目標達成のための退団とした。またプロレスラーとしての活動も「一時休業」し、年単位でリングから遠ざかることを示唆。ラストマッチは16日の後楽園ホール大会、自身の希望でJr.ヘビー級での試合がやりたいと志願し、ブラックめんそーれと組み、ライジングHAYATO・青柳亮生組と対戦（組みたい選手、戦いたい選手は特に触れてはいなかった）、ブラックめんそーれがフォールを奪われ敗れる。試合後の挨拶では、今後の活動はSNS上で公開していくと明かした。
2022年4月、武蔵小山にパーソナルトレーニングジム「SPARKLE GYM」をオープン。
2023年、デビュー20周年を迎えたTAMURAの要望に応え、5月3日に一日限定で復帰。その試合後に本格復帰を宣言した。なおジムの運営を第一としており、リングにはその合間を縫って立つ。

## 人物
- 趣味はスニーカー収集。「ナイキ派」で、タイトル戴冠などの節目に買うことが多いという[21][22]。

## 得意技
柔道出身であることから、柔道技をベースとした投げ技を得意とする。

### フィニッシュ・ホールド
孤高の芸術
スポルティーバ時代に、阿部史典を被験体として開発した。命名は自身によるもので、あえて日本語で名付けた。
カウンターで、払腰ながら投げた勢いでそのまま相手に体重を浴びせかける。投げるスピードが非常に速く、モバイルサイト「プロレス/格闘技DX」が行った全日本プロレス所属選手へのアンケートにて、全日本で最も「スピードがある」レスラーに岩本が選ばれる所以となった。
ロープに振った相手が返ってきた勢いを利して放つほか、相手の突進にカウンターで合わせる、ロープに振ると見せかけ即座に放つなど、バリエーションも多い。
ジャーマン・スープレックス
シットダウン式ラストライド

### 関節技、絞め技
肩固め
スリーパーホールド

### 打撃技
エルボー
バックエルボー
エルボー・スタンプ
クローズライン
ニーアッパー

### 投げ技
大外刈り
自身も体を浴びせるように倒れかかることから、スペース・トルネード・オガワに近い技。
エプロンで放つこともある。
一本背負い
背負い投げ
裏投げ
垂直落下式ブレーンバスター
雪崩式ブレーンバスター
DDT
バックドロップ
ドラゴン・スープレックス

## 入場曲
- Birth Battle ※「仮面ライダーオーズ サウンドトラック」に収録
- 全進前進 / 鈴木修（旧入場曲）

## タイトル歴
全日本プロレス
- 世界ジュニアヘビー級王座（第48代、第50代、第53代、第55代）
- アジアタッグ王座（第106代[26]・第108代 w/ ジェイク・リー）
- Jr. BATTLE OF GLORY 優勝（2017年、2019年）
- Jr. TAG BATTLE OF GLORY 優勝（2018年 w/ TAJIRI）

プロレスリングHEAT-UP
- HEAT-UPユニバーサルタッグ王座（第9代 w/ 石田慎也）

天龍プロジェクト
- WAR世界6人タッグ王座（第25代 w/ 入江茂弘&岩崎孝樹）

新潟プロレス
- 菊水杯新潟ジュニアヘビー級王座（第2代）